# محمد البلم
محمد البلم ممثل ومخرج ومؤلف مسرحي قطري ولد في عام 1956 ، بدأ حياتة الفنية ممثلا في دار المعلمين عام 1971، شارك في العديد من المهرجانات الخليجية والعربية، وشارك في العديد من المسرحيات كممثل ومخرج وهو من الفنانين الذين أسسوا فرقة مسرح السد عام 1973، حاصل على درجة البكالوريوس في التمثيل والإخراج من المعهد العالي للفنون المسرحية في الكويت عام 1985. وهو متزوج ولديه أربع أبناء (بنتان وولدان). توفي في 22/7/2025 في حادث سير بعد خروجه من المسجد 

## أعمالة الفنية

### المسرحيات
- 1973: بيت الأشباح
- 1974: علتنا فينا
- 1974: خلود
- 1975: نادي العزوبية
- 1976: من فوق هاللة الله
- 1976: خميس في باريس
- 1976: إلى اين
- 1977: السر المكتوم
- 1978: المغني والأميرة
- 1978: المال مال ابونا
- 1979: رحلة جحا إلى جزيرة النزهاء
- 1979: نجوم على الرصيف
- 1981: بو درياة
- 1981: مجلس العدل
- 1981: الحضيض

### المسلسلات التلفزيوينة
- 1977: الهجرة إلى المستقبل
- 1977: اقدار
- 1977: الكنز
- 1978: الجلادة
- 1978: الضياع
- 1979: احمد باشا الجزار
- 1980: يوميات عائلة
- 1981: دانة
- 1981: احلى الايام
- 1981: احلام ساهي

### المسرحيات التي قام باخراجها
- 1981: مجلس العدل
- 1987: الجرة الذهبية
- 1987: يوميات مجنون
- 1990: الكنز الغائب في بلاد العجائب
- 1991: السيارة العجيبة
- 1992: عيال السيارة العجيبة
- 1993: الجمبازي
- 1997: سقراط يبيع التحف
- 1997: علي باباي
- 2003: زهور المحبة
- 2015: الى اين ذهبت لمار
- 2025: غرق ضمن مهرجان الدوحة المسرحي 37

### المسلسلات والبرامج الإذاعية
- مساكم الله بالخير
- يوميات عائلة (النسخة الإذاعية)
- البيت العتيق
- عندي لكم قصة
- مطلوبون للعدالة

### الأفلام
- الشراع الحزين
- حارس الفنار

## الوظائف التي عمل بها
- رئيس مجلس إدارة مسرح السد.
- رئيس مجلس إدارة المركز الشبابي للفنون المسرحية.